# Léonard Steyaert
Léonard Steyaert   (Anvers, març 1910 - valor desconegut) va ser un boxejador belga que va competir entre les dècades de 1920 i 1940.
El 1928 va prendre part en els Jocs Olímpics d'Amsterdam, on guanyà la medalla de bronze de la categoria del pes mitjà, en perdre la semifinal contra Piero Toscani i guanyar el combat per la medalla de bronze a Fred Mallin.
Com a professional, entre 1929 i 1945, va disputar 45 combats, amb un balanç de 12 victòries, 20 derrotes i 13 combats nuls.